# Jean Marin Naudin
Pour les articles homonymes, voir Naudin.
Jean Marin Naudin, né le 2 janvier 1736 à Bagneux (Hauts-de-Seine), mort le 4 juillet 1805 à Caen (Calvados), est un militaire français de la Révolution et de l’Empire.

## États de service
Il entre en service le 14 mai 1759 comme conducteur d’artillerie et participe aux guerres de 1759 à 1762 en Allemagne. Il se trouve au siège de Munster, à l’affaire de Corbach le 10 juillet 1760, à la retraite de Mannheim, à la bataille de Villinghausen les 15 et 16 juillet 1761, et au passage de Weser en août 1761. En janvier 1763, il est employé à Rochefort, attaché au service de Gribeauval, chargé d’une nouvelle organisation de l’artillerie, et rend d’importants services jusqu’en 1767, d’abord à Paris, puis à Verdun, à Metz et à Strasbourg. 
Le 11 juillet 1768, après la prise d’Avignon, le ministre de la guerre le place dans cette ville en qualité de garde d’artillerie. Il passe en Corse dans le courant de la même année et devient en 1770 garde général des parcs d’artillerie de l’île. Le gouvernement lui confie en particulier le soin de réunir, dans les différents ports, tout le matériel d’artillerie que les Génois ont laissé et de le diriger sur Gênes. Il est nommé le 11 novembre 1776 commissaire des guerres du corps royal d’artillerie. En novembre 1783, il est rappelé en France. 
Envoyé à La Rochelle, il y reçoit le 15 mars 1791 la croix de chevalier de Saint-Louis et, le 1er octobre suivant, des lettres de service de commissaire auditeur près les cours martiales. Muté à Auxonne le 30 novembre 1791, il est l’un des fondateurs de la société populaire régénérée qui s’affilie à celle des jacobins de Paris. Après avoir servi successivement à Bordeaux, Bayonne et à Saint-Jean-Pied-de-Port, il devient commissaire ordonnateur le 25 novembre 1792, ayant pour mission de diriger l’administration de l’armée des Pyrénées orientales. Il s’y occupe activement de l’établissement des cantonnements de l’armée et pourvoit à tous les besoins de la troupe.
Le 1er janvier 1793, il est envoyé dans la 6e division militaire à Besançon, puis, peu de temps après, dans la 9e à Montpellier. Le 24 juillet 1795, un arrêté du Comité de salut public le charge de la vérification des comptes et de la liquidation de la 7e commission (les transports, les postes et messageries) qui vient d’être supprimée et réunie à celle du mouvement des armées. Il s’acquitte de cette mission délicate avec autant de zèle que d’intelligence. 
De l’an V à l’an VI, il sert à l’armée d’Italie et, en l’an VII, est de retour à Paris, où il reçoit plusieurs missions administratives. Il est promu inspecteur aux revues le 7 février 1800, employé dans la 14e division militaire à Caen et est fait chevalier de la Légion d’honneur le 25 mars 1804.
Il meurt dans l’exercice de ses fonctions le 4 juillet 1805 à Caen.

## Hommage
- Il existe une rue Jean Marin Naudin à Bagneux dans les Hauts-de-Seine.

## Sources
- A. Lievyns, Jean Maurice Verdot, Pierre Bégat, Fastes de la Légion-d'honneur, biographie de tous les décorés accompagnée de l'histoire législative et réglementaire de l'ordre, Tome 4, Bureau de l’administration, 1844, 640 p. (lire en ligne), p. 396.
- Arthur Chuquet, La jeunesse de Napoléon, Brienne, 1898, 522 p. (lire en ligne), p. 478.
- Léon Hennet, État militaire de France pour l’année 1793, Siège de la société, Paris, 1903, p. 43.
- Amédée Renée, Napoléon Bonaparte : lieutenant d'artillerie à Auxonne. Vie militaire et privée, souvenirs. Coup d'œil rétrospectif sur Auxonne; blocus de 1814, siège de 1815, E. Flammarion, 1897, p. 114.
- Danielle Quintin et Bernard Quintin, Dictionnaires des colonels de Napoléon, S.P.M., 2013, 978 p. (ISBN 978-2-296-53887-0, lire en ligne)